# اینتف یکم
اینتف یکم فرمانروایی محلی در شهر تِبِس در مصر باستان بود که پس از پدرش منتوحتپ یکم به پادشاهی رسید و دومین فرمانروای دودمان یازدهم مصر به شمار می‌رود.
او نخستین کسی در دودمان خود است که از لقب فرعون برای خود بهره گرفت. نام حوروسی او سِحِرتاوی است که «هم او که آرامش را به دو سرزمین آورد» معنا می‌دهد.
بر تخت نشستن او باعث درگیریش با دیگر خره‌سالار‌های مصر و در صدر آن‌ها پادشاهان دودمان دهم که در هراکلئوپولیس مستقر بودند، شد. به نظر می‌رسد که در هنگام به تخت نشستن، اینتف تنها بر بخش کوچکی از سرزمین‌های کنار پایتخت خود حکمرانی داشته ولی پس از یک سری جنگ‌ها با فرمانروایان هراکلئوپولیس و نومارک‌های رقیب، توانسته نوم‌های کوپتوس و دندرا و سه نوم دیگر را تا پایان فرمانرواییش به زیر کنترل خود درآورد.
طول دوران فرمانروایی او نامشخص است ولی به نظر می‌آید که کمتر از ۱۶ سال بوده باشد چرا که پاپیروس تورین دوران او را به صورت مشترک با منتوهوتپ ذکر می‌کند. پس از او برادرش اینتف دوم به تخت نشست.